# Antiarchi
Ordre
Les antiarches (Antiarchi) sont un ordre de poissons fossiles.

## Classification et morphologie
Les antiarches sont des poissons dotés de mâchoires (ce sont donc des gnathostomes) de la classe des placodermes. Ils se caractérisent, comme les autres placodermes (c'est-à-dire l'ordre des Arthrodires et celui des Ptyctodontes) par un corps recouvert d'une cuirasse. Ils possédaient de petits yeux rapprochés et même leurs nageoires étaient incluses dans un coffrage osseux, ce qui ne dut pas permettre à l'animal de nager très efficacement. Certains scientifiques proposèrent que les antiarches se déplaçaient en se propulsant sur le fond de l'océan avec leurs nageoires. Le groupe prospéra au Dévonien- en même temps que les Arthrodires carnassiers comme le Dunkleosteus- et les genres les plus célèbres sont Le Bothriolepis, de 30 centimètres et le Pterichthyodes de 13 centimètres, ainsi que le plus primitif Yunnanolepis.